# Tupolev Tu-2
O Tupolev Tu-2 (nomes de projeto ANT-58 e 103; Designação NATO Bat) foi um bombardeiro bimotor soviético de alta velocidade e linha de frente que operou durante a Segunda Guerra Mundial. O Tu-2 foi personalizado para cumprir com um requisito de um bombardeiro de alta velocidade ou um bombardeiro de mergulho, com uma grande capacidade de bombas em seu interior, e velocidade similar a um avião de caça com um assento. Projetado para desafiar o alemão Junkers Ju 88, o Tu-2 provou ser comparável e foi produzido em versões de avião de intercepção, torpedo e reconhecimento. O Tu-2 foi uma das aeronaves que se destacou em combate na Segunda Mundial, cumprindo um papel chave nas ofensivas finais do Exército Vermelho.

## Projeto e desenvolvimento

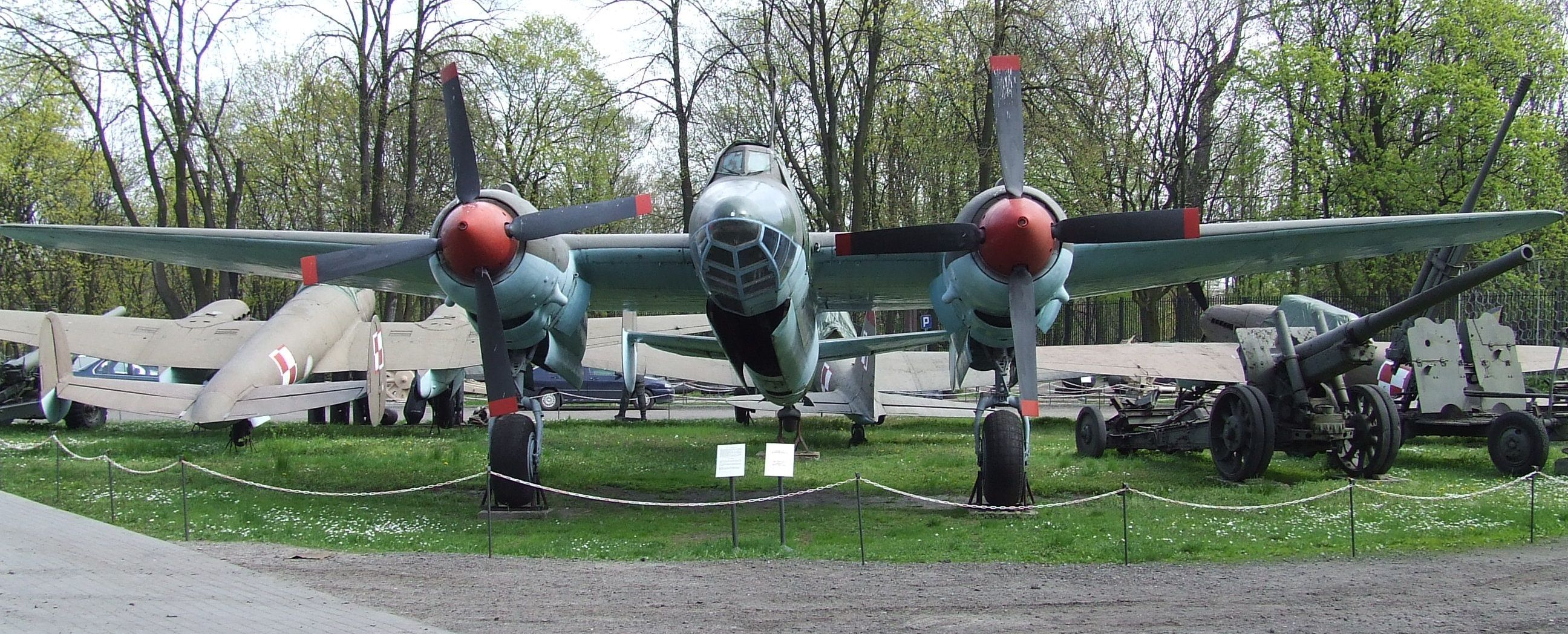
Um Tu-2 no Museu do Exército Polonês

Em 1937, Andrei Tupolev, junto com muitos projetistas soviéticos da época, foi preso e acusado de atividades contra o estado. Apesar das ações do governo soviético, ele era considerado importante para a guerra e após sua prisão, foi colocado para liderar uma equipe que projetaria aeronaves militares. Projetado como Aeronave (em russo: Samolyot) 103, o Tu-2 era baseado nos protótipos de bombardeiro leves anteriores ANT-58, ANT-59 e ANT-60. Essencialmente, era uma versão melhorada e mais potente do ANT-60 motorizado com motores AM-37, o primeiro protótipo foi concluído na Fábrica nº 156, fazendo seu primeiro voo de teste em 29 de Janeiro de 1941, pilotado por Mikhail Nukhtinov.
A produção em massa teve início em Setembro de 1941, na Fábrica de Aeronaves em Omsk, nº 166, com a primeira aeronave de combate sendo concluída em Março de 1942. Modificações foram feitas baseada na vivência em combate, e a Fábrica nº 166 construiu um total de 80 aeronaves. O motor Am-37 foi abandonado para concentrar os esforços no AM-38F para o Il-2, fazendo com que a Tupolev redesenhasse sua aeronave para um motor disponível. As modificações neste bombardeiro foram as versões do ANT-58 até o ANT-69. Outras 2.527 aeronaves foram construídas em Kazan, com estas modificações. A produção foi encerrada em 1951, após cerca de 3.000 aeronaves tendo sido entregues para várias forças aéreas do bloco soviético.

## Histórico operacional
Produzido de 1941 a 1948, o Tu-2 era o segundo mais importante bombardeiro bimotor soviético (sendo o primeiro o Pe-2). O projeto trouxe Andrei Tupolev de volta ao favor dos soviéticos após seu período de detenção. As tripulações eram universalmente felizes em operar os Tupolev. Os pilotos podiam manobrar a aeronave como um caça, suportar grandes danos e era rápida. O Tu-2 permaneceu em serviço na União Soviética até 1950.
Alguns Tu-2 foram enviados para a Força Aérea do Exército de Libertação Popular para ser usada na Guerra Civil Chinesa. Alguns Tu-2 chineses foram abatidos por tripulantes das Nações Unidas durante a Guerra da Coreia. Nas "ações contra-manifestações" de 1958 a 1962 na Revolta no Tibete em 1959 no Planalto do Tibete, cobrindo Qinghai, Tibete, sul de Gansu e oeste de Sichuan, os Tu-2 da FAELP foram utilizados em missões de ataque ao solo e reconhecimento. Os Tu-2 chineses foram aposentados no final da década de 1970.
Após a Segunda Guerra Mundial, o Tu-2 provou ser uma aeronave ideal para testes para vários motores, incluindo a primeira geração de motores a jato soviéticos.

## Versões

Tupolev Tu-2

"Aeronave 103" (ANT-58)A versão inicial com três assentos. Velocidade máxima de 635 km/h a 8,000 m (26,247 ft). dois motores refrigerados a água Mikulin AM-37 com 1,044 kW (1,400 hp), 1941.
"Aeronave 103U" (ANT-59)Modelo redesenhado para quatro assentos (influenciado pelo Junkers Ju-88). A velocidade máxima caiu para 610 km/h. Utilizava os mesmos motores que o ANT-58.
"Aeronave 103V" (ANT-60)Igual ao ANT-59 mas motorizado com Shvetsov ASh-82, refrigerados a ar após o cancelamento do AM-37.
"Aeronave 104"Tu-2S modificado para a missão de interceptador.
ANT-62TTorpedo bomber prototype developed from the Tu-2D.
ANT-63 (SDB)Protótipo de bombardeiro de alta velocidade.
ANT-64Projeto de bombardeiro quadrimotor pesado de longo alcance desenvolvido a partir do Tu-2, cancelado em favor do Tu-4. Conhecido também como Tu-10.
ANT-66Versão de passageiros do ANT-64.
ANT-67Bombardeiro de longo alcance com cinco assentos similar ao ANT-62 mas motorizado com motores a diesel Charomskiy ACh-30BF, 1946.
Tu-1 (ANT-63P)Protótipo de caça noturno com três assentos.
Tu-2Dois motores de 1,081 kW (1,450 hp) Shvetsov ASh-82, com maior arrasto, 1942.
Tu-2D (ANT-62)Versão de longo alcance, aparecendo em Outubro de 1944. Tinha uma envergadura maior e uma tripulação composta cinco aviadores. Possivelmente motorizado com dois 1,380 kW (1,850 hp) Shvetsov ASh-82FN, 1943.
Tu-2DB (ANT-65)Bombardeiro de reconhecimento de alta altitude desenvolvido a partir do Tu-2D, motorizado por dois motores Mikulin AM-44TK com turbo-supercompressor.
Tu-2FVersão de reconhecimento fotográfico.
Tu-2GVersão de transporte de cargas de alta velocidade.
Tu-2KApenas duas aeronaves construídas para testes de assentos ejetores.
Tu-2LLTu-2 modificados para testes.
Tu-2M (ANT-61M)Motorizado com dois motores de 1,417 kW (1,900 hp) ASh-83.
Tu-2NVersão para teste de motores, construído para testar o motor turbojato Rolls-Royce Nene.
Tu-2 ParavanDuas aeronaves construídas para testar cortadores de cabo de Balão barragem e defletores.
Tu-2RVersão para reconhecimento.
Tu-2RShRProtótipo, armado com um canhão de 57 mm na fuselagem dianteira.
Tu-2S (ANT-61)Motorizado com dois motores radiais de 1,380 kW (1,850 hp) Shvetsov ASh-82FN, 1943.
Tu-2S RLS PNB-4protótipo secreto de caça noturno projetado sob a liderança da seção especial do NKVD de V. Morgunov e P. Kuksenko. Equipado com o radar soviético Gneiss 5 (Гнейс 5). Armado com dois canhões automáticos NS-45. O projeto foi iniciado provavelmente em 1943. Precursor do Tu-1.
Tu-2ShVersões experimentais de ataque ao solo. Duas versões foram testadas em 1944: um com uma arma centralizada de 76mm e outro com uma bateria de 88 metralhadoras de 7,62mm  PPSh-41 fixadas na baia de bombas, direcionando o fogo a um ângulo de 30 graus. Outra versão sob esta designação foi testada em 1946; esta possuía um armamento frontal consistindo de dois canhões automáticos NS-37 e dois NS-45.
Tu-2TVersão para lançamento de torpedos, testado entre Fevereiro e Março de 1945, utilizado pelas unidades de Aviação Naval Soviétcas.
Tu-2UVersão de treinamento.
Tu-2/104Protótipo de interceptador para qualquer condição meteorológica.
Tu-6Protótipo de reconhecimento, 1946.
Tu-8 (ANT-69)Bombardeiro de longo alcance baseado no Tu-2D, 1947.
Tu-10 (ANT-68)Versão de alta altitude que teve serviço limitado, 1943.
Tu-12Protótipo de bombardeiro a jato de médio alcance, 1947.
UTBTreinador de bombardeiro com motores Shvetsov ASh-21 de 515 kW (690 hp) criado pela OKB Sukhoi em 1946

## Operadores

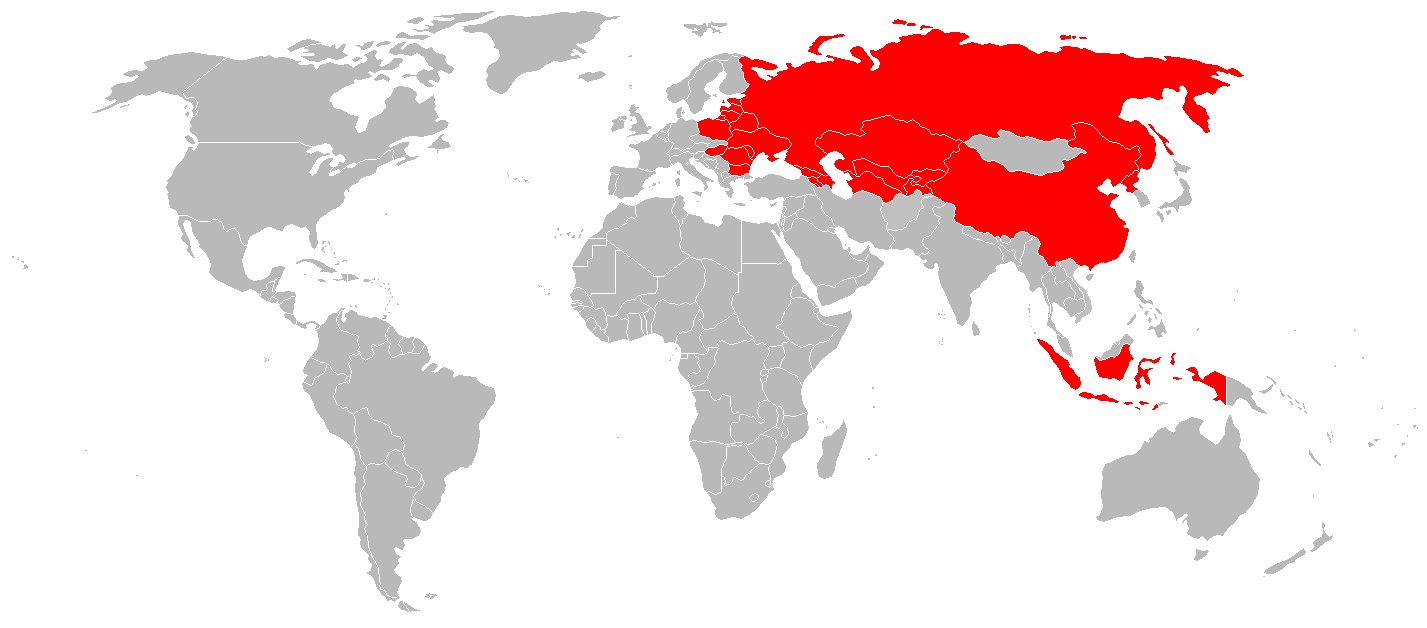
Operadores do Tu-2

### Operadores durante a Segunda Guerra Mundial
União Soviética
- Força Aérea Soviética

### Operadores pós-guerra
Bulgária
- Força Aérea da Bulgária

 China
- Força Aérea do Exército de Libertação Popular Importou 33 UTB-2 e 29 T-2U ao final de 1949. Os últimos 4 UTB-2 foram aposentados em 1965. Importou um total de 311 Tu-2 entre 1949 ee 1952. Os últimos 30 Tu-2 se aposentaram em 1982.

 Hungria
- Força Aérea da Hungria

 Indonésia
- Força Aérea da Indonésia

 Coreia do Norte
- Força Aérea da Coreia do Norte

 Polónia
- Força Aérea Polaca (oito aeronaves de 1949 até o início da década de 1960)[7]
- Marinha da Polônia

 Romania
- Força Aérea da Roménia (seis aeronaves entregues em 1950: dois Tu-2, dois Tu-2 treinadores e dois Tu-6s)

 União Soviética
- Força Aérea Soviética

## Aeronaves em exibição
- Bulgária

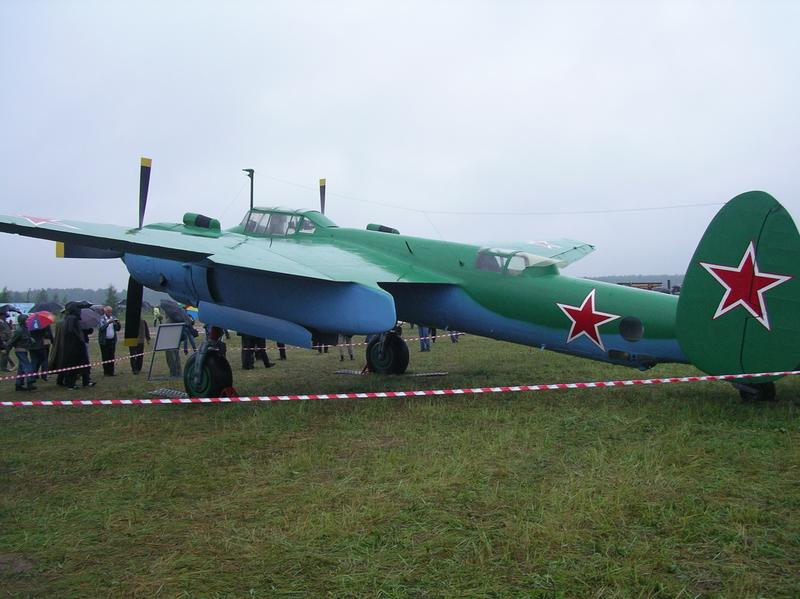

  - Museu Búlgaro da Aviação – Tu-2T, número tático 27
- China
  - Museu Militar da China, Pequim
  - Museu da Aviação Chinesa próximo a Pequim
- Polónia
  - Museu da Aviação Polonesa em Cracóvia – Tu-2S, usado para testes de assento ejetor
  - Museu do Exército Polonês em Varsóvia – Tu-2S, usado pelo 7º Regimento Independente de Bombardeiros de Mergulho ("7 samodzielny pułk lotniczy bombowców nurkujących")
- Rússia
  - Museu Central da Força Aérea em Monino próximo a Moscou
- Estados Unidos
  - Museu Aéreo Águias da Guerra em Santa Teresa (Novo México)